# Seppi Ess
Josef „Seppi“ Ess (* 1952 als Josef Eß in Klagenfurt, Kärnten), ist ein österreichischer Schauspieler, Regisseur und Theaterleiter, der allgemein unter dem Namen Seppi Ess bekannt ist. Er ist eine bedeutende Persönlichkeit der Kärntner Theaterszene.

## Leben
Josef Ess wurde 1952 in Klagenfurt geboren. Seine Theaterkarriere begann 1958, als er im Kolpingsaal in Klagenfurt in dem Stück Der goldene Einser unter der Regie von Georg Bucher auftrat.

## Karriere
In den 1970er Jahren war Ess in verschiedenen Theatergruppen aktiv. 1978 gründete er gemeinsam mit Maximilian Achatz, Heinrich Baumgartner und Armin Felsberger das Klagenfurter Ensemble. Ab 1979 spielte er auf der Studiobühne Villach unter der Leitung von Alfred Meschnigg. 1980 folgte ein Engagement bei den Komödienspielen Porcia in Spittal. Im selben Jahr begann seine Tätigkeit am Stadttheater Klagenfurt unter der Intendanz von Herbert Wochinz.
Ess war zudem bei den Karl-May-Festspielen in Weitensfeld aktiv und gründete den Verein zur Förderung des Humors sowie das Theater im Lustgarten in Klagenfurt.

## Auszeichnungen
Im November 2024 wurde Seppi Ess mit dem ersten Adi-Peichl-Preis ausgezeichnet, der vom Theaterservice Kärnten für besonderes Engagement in der Theaterszene verliehen wird.

## Privates
Seppi Ess ist verheiratet, Vater von fünf Kindern und hat eine Großfamilie. Seine Ehefrau Monika unterstützte ihn bei vielen seiner Projekte.